# Langsundet
Grøtsundet est un détroit situé dans le comté de Troms, au nord de la Norvège. 

## Géographie
Le détroit Langsundet sépare les îles de Ringvassøya et Reinøya. Il relie les détroits de Grøtsundet au sud et du Vannsundet au nord.
Administrativement le détroit est situé sur la municipalité de Karlsøy.

## Transports
Les ferrys relient Hansnes sur Ringvassøya à Stakkvik sur Reinøya, à Karlsøy et à Vannaøya.

## Quelques vues du Langsundet

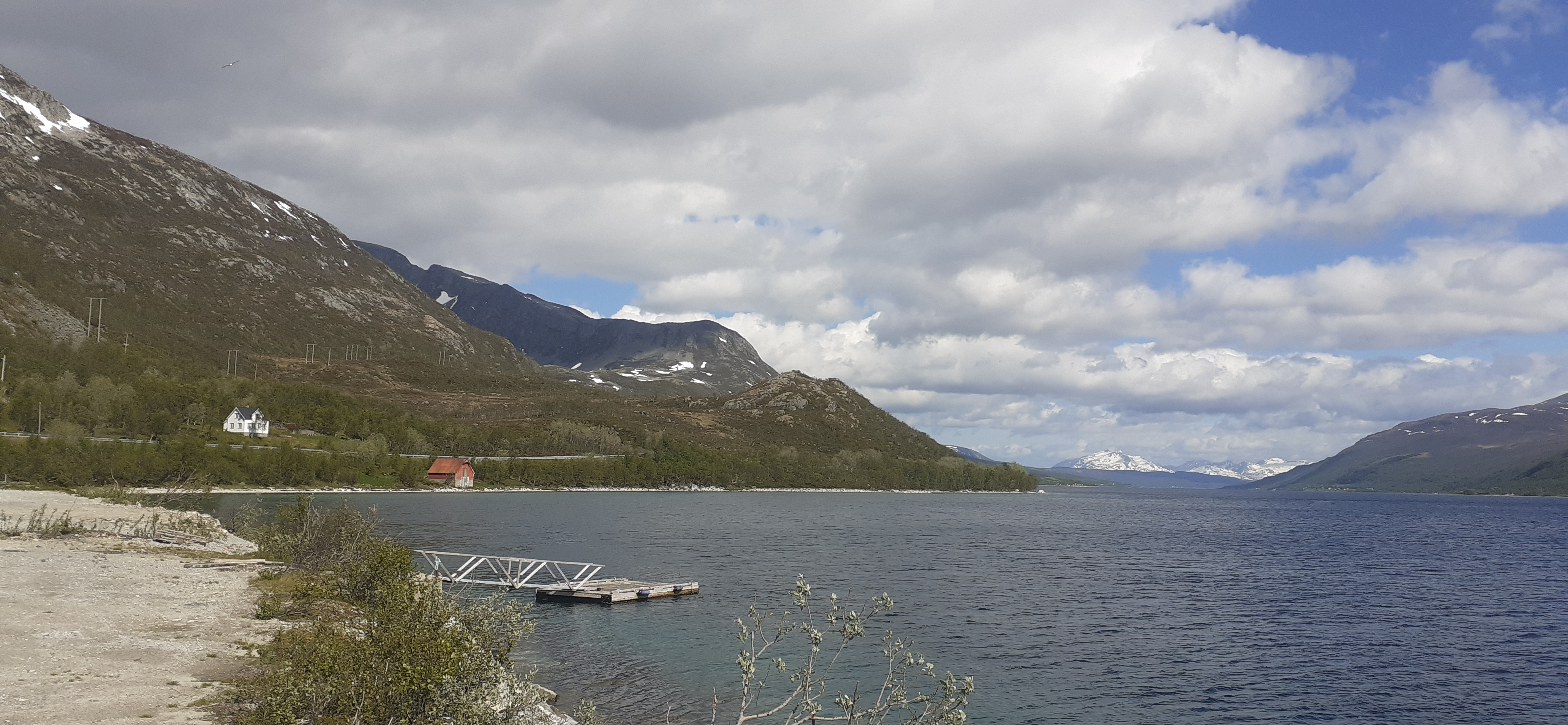
Vue du Langsundet depuis Hessfjord.
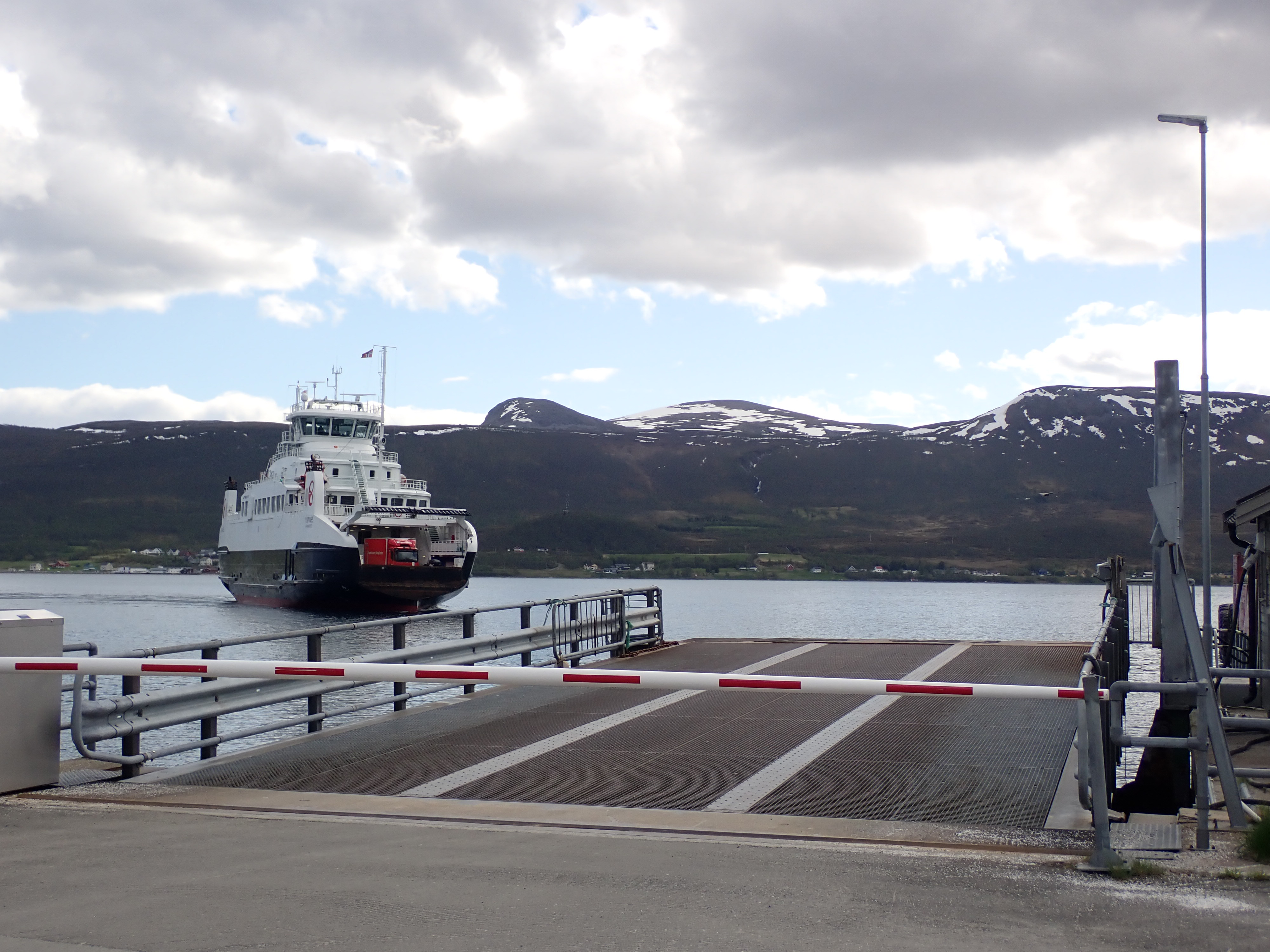
Ferry réalisant la liaison avec Karlsøy et Vanna à Hansnes
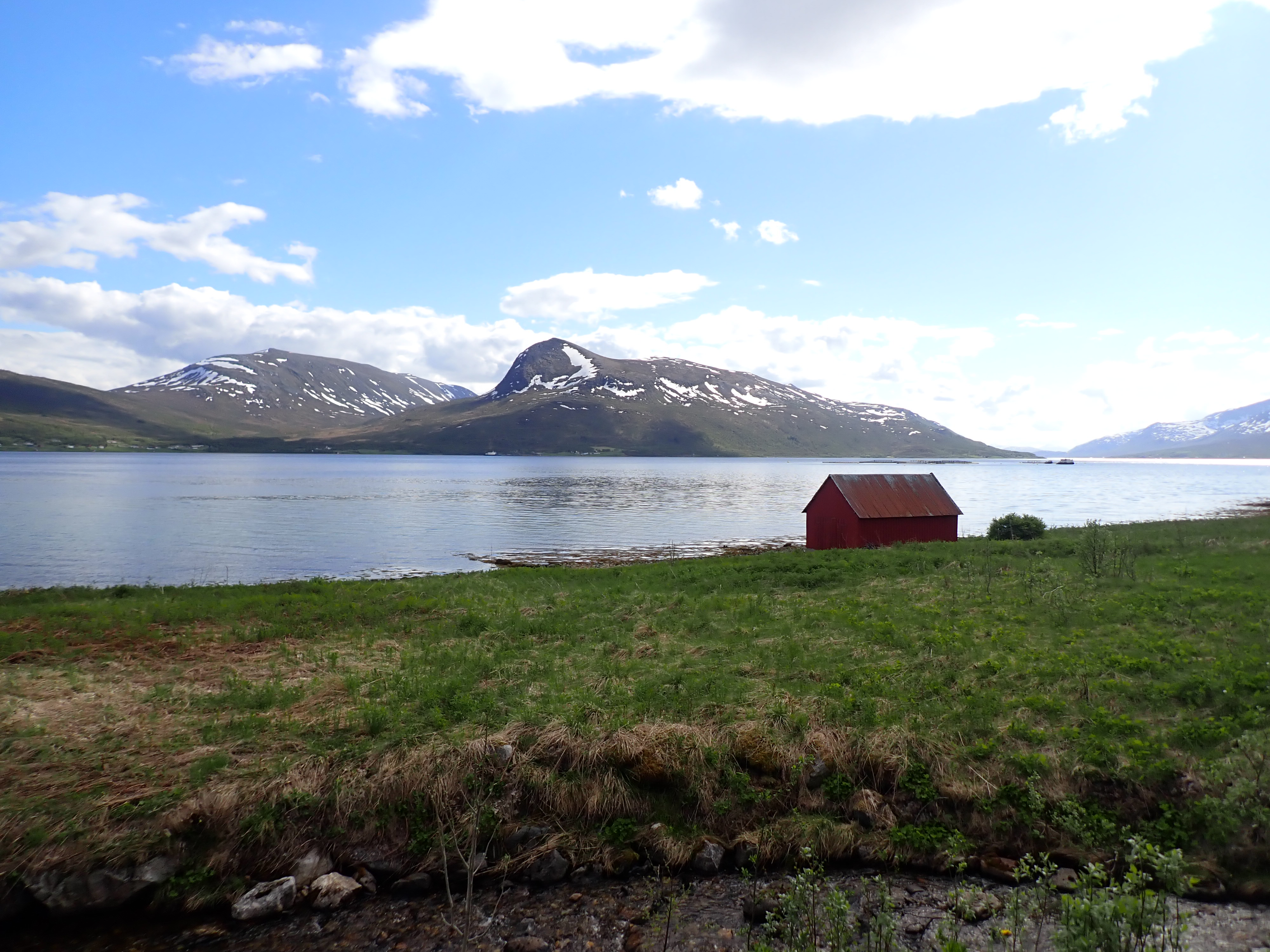
Vue du Gunnarfjellet et du Stortinden de l'autre coté du Langsundet